# Ductus incisivus

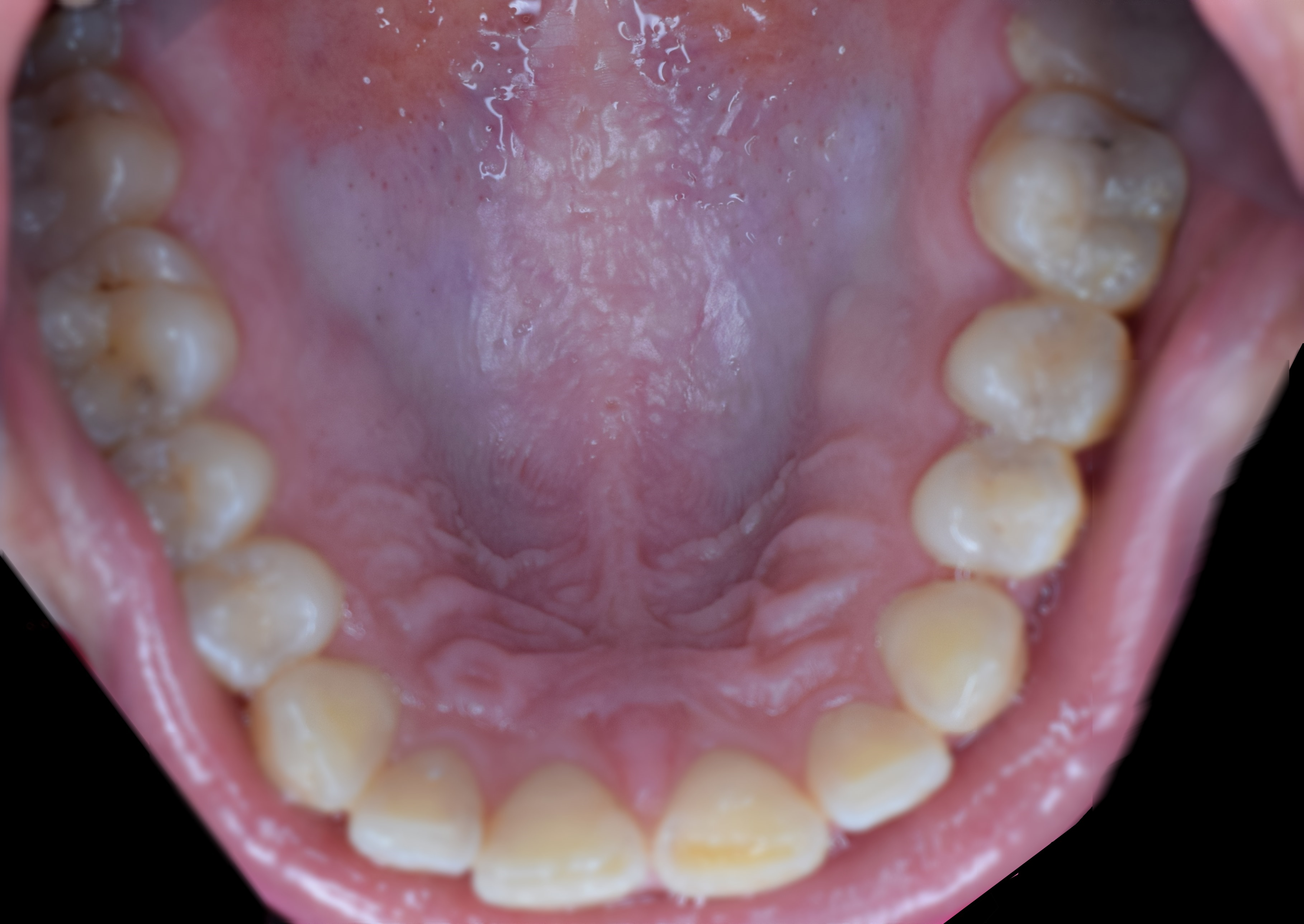
Gaumen eines Menschen mit Papilla incisiva und Gaumenfalten

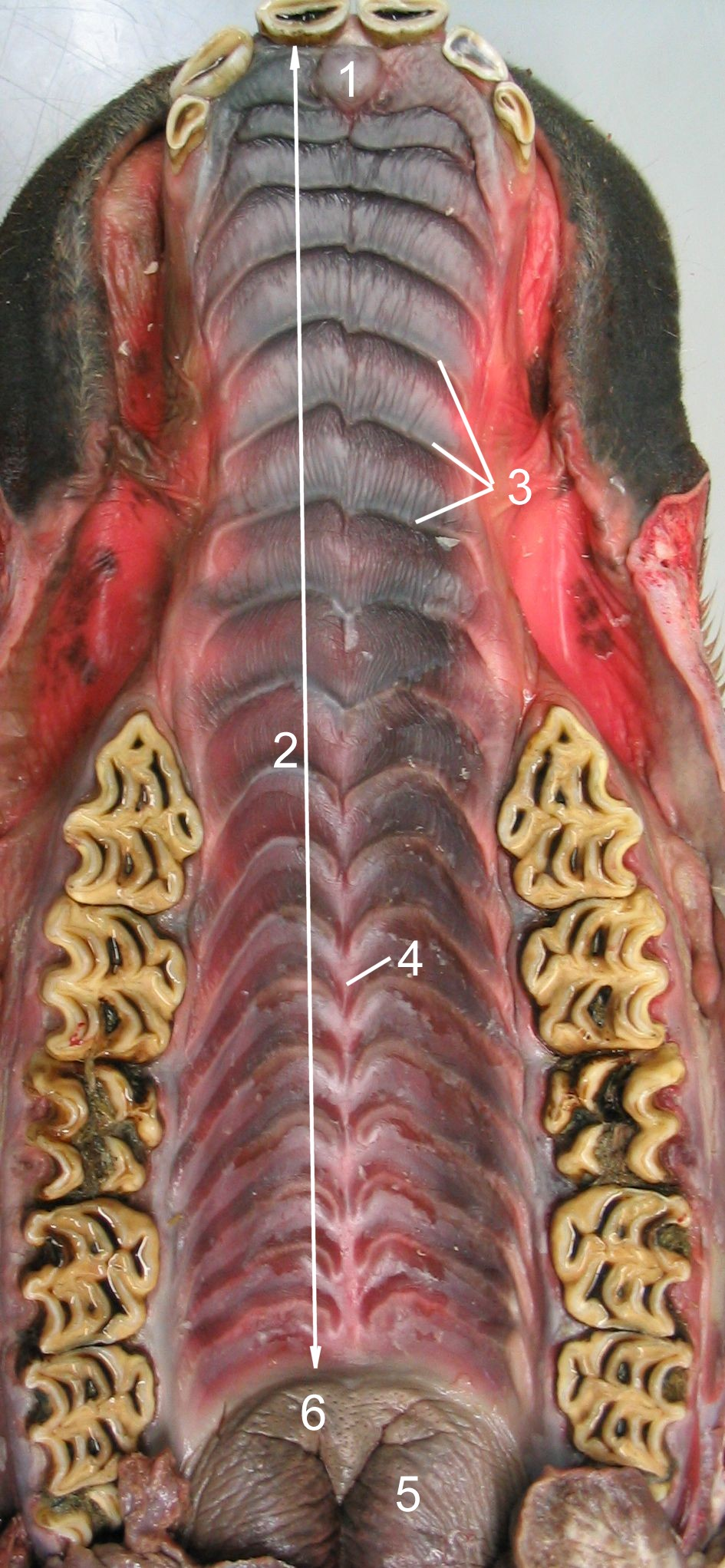
Gaumen eines Pferdes
1 Papilla incisiva,
2 harter Gaumen,
3 Gaumenstaffeln,
4 Gaumennaht,
5 Gaumensegel,
6 Gaumensegelmandel

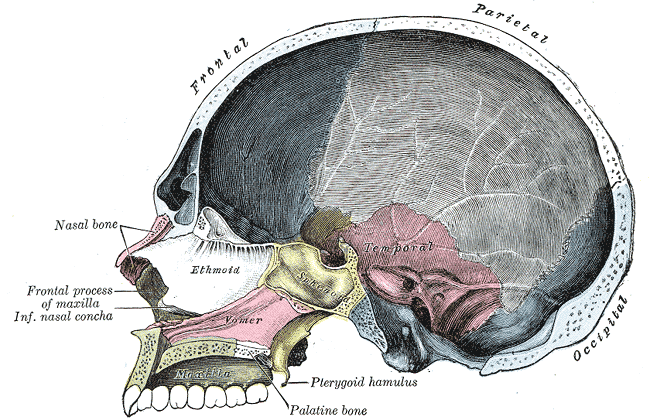
Knöcherner Schädel

Der Ductus incisivus („Zwischenkiefergang“) ist ein paariger schräg-vertikaler, rostroventral orientierter Verbindungsgang im Bereich des Zwischenkieferbeins (Os incisivum) des harten Gaumens bei Säugetieren. Bei verschiedenen Säugetieren stellt er einen parallel ausgebildeten, schleimhautausgekleideten Gang dar, der Nasenhöhle und Mundhöhle in ihren vorderen Abschnitten miteinander verbindet, und daher auch Ductus nasopalatinus genannt wird.
In der Mundhöhle mündet der Gang auf einer kleinen Erhebung hinter den Schneidezähnen (Incisivi), der Papilla incisiva. Bei einigen Spezies  – beispielsweise Mensch und Pferd – ist der Ductus incisivus mundhöhlenseitig verschlossen und damit ein von der Nase ausgehender, blind endender Gang. Die Papilla incisiva ist aber dennoch ausgebildet (siehe Bild).
Vom Ductus incisivus bzw. nasopalatinus geht nach kaudal („schwanzwärts“, also nach hinten) ein blind endender, horizontaler Gang aus. Dieser gesonderte Abzweig wird Ductus vomeronasalis genannt und beherbergt das (beim Menschen rudimentäre) Jacobsonsche Organ, das ein zusätzliches Geruchs- und Witterungsorgan ist und auch als Vomeronasales Organ bezeichnet wird. Geruchsstoffe können dieses im gleichnamigen Gang gelegene Geruchsorgan je nach Ausbildung des Ductus nasopalatinus oder Ductus incisivus von der Nasen- und/oder Mundhöhle aus erreichen.
Der paarige Ductus incisivi liegt gemeinsam mit Gefäßen und Nerven, dem paarigen Nervus nasopalatinus, im umgebenden knöchernen Kanal, dem Canalis incisivus. Dessen palatinale Öffnung liegt als Foramen incisivum unter der Papilla incisiva; die nasalen Öffnungen werden Foramina Stenson genannt.